# 戦国自衛隊 (映画)
『戦国自衛隊』（せんごくじえいたい、G.I. Samurai）は、1979年の日本映画。主演・アクション監督：千葉真一、監督：斎藤光正、製作：角川春樹事務所、カラー・ビスタビジョンサイズ、139分。
千葉真一芸能生活20周年・ジャパンアクションクラブ（JAC）発足10周年記念作品。

## ストーリー
伊庭義明三等陸尉以下、近代武器で武装した21名の陸上自衛官および海上自衛官は、大規模演習に参加するための移動時に突然、新潟県海岸の補給地ごと戦国時代にタイムスリップしてしまった。戸惑っている彼らは当地の武将が率いる軍勢に襲撃される。その後長尾平三景虎が家来と共に近付いてきた。景虎は伊庭と初めて会った瞬間に彼らの見慣れない服装・武器にひかれ、伊庭たちを仲間にしたいと考える。タイムスリップした現実を容易には受け入れられない伊庭と自衛隊員たち。再び景虎と敵対する軍勢に大量の矢で射撃され、関おさむ二等陸士と堀健児二等陸士らが死亡。伊庭と矢野隼人陸士長が機関銃を乱射して敵の陣地へ乗り込むと、後に続いて景虎たちが敵兵と切り結び、ついには敵将の首級を挙げる。白刃で斬り合う彼らの戦いを目の当たりにしたことで、自衛官たちは戦国時代へ来てしまったことを認識。錯乱した高島春美一等海士は現代へ戻るきっかけを作るため爆薬に火を放とうとし、矢野はナイフを彼に投げ付けて刺殺。隊が落ち着かない中で徐々に自分たちが戦国時代にいる現実を否応なしに受け入れていく。
伊庭は景虎から「あなたは戦国の世で生きるべき人だ」と、一緒に天下を取ろうと誘われる。伊庭は戸惑いながらも内心で戦国時代を謳歌していることに気づき、2人の間にはいつしか友情が芽生えていた。部下たちもそれぞれに戦国時代と向き合い、近隣の農民やその娘たちと交流。三村泰介一等陸士は娘の一人と恋に落ち、野中学一等陸士は老婆に自分の祖母の面影を思い出し、根本茂吉二等陸士は川で魚を獲る少年と出会い、その母親や兄弟と親しくなっていく。新潟の演習中に脱走し、駆け落ちをするつもりだった菊池弘次一等陸士はタイムスリップしたことを未だ受け入れることができずに隊を無断で離れ、婚約者の新井和子と待ち合わせをするはずの場所へ向かう。しかし山中で武装した落武者たちの襲撃によって同行した西沢剛一等陸士が殺害され、菊池も和子の名前を叫びながら崖から転落する。現代にいる和子は相馬野馬追を観ながら、菊池が来るのを待ち続ける。一方、現代に戻る術を模索していた県信彦一等陸士、木村治久三等陸曹、小野章一郎三等海尉らは、原住民と交流することは歴史を変えてしまうとして慎重な対応をしていた。
かつて伊庭にクーデター計画を潰されたとして恨んでいる矢野は弟分の加納康治一等陸士と、島田吾一三等陸曹を仲間に引き入れ、哨戒艇の護衛任務にあたっていた小野を刺殺して哨戒艇を奪い、重火器を持ち出して隊を無断で離れる。当初は矢野らに脅されていた須賀利重一等海士もやがて欲望を爆発させ、四人は周囲の村を次々と襲い略奪と殺人、強姦を繰り返す。伊庭は追跡し、隊に戻るよう説得するが、矢野はこれを拒んで戦えと挑発。矢野が船を降りようとした島田を射殺する一方、伊庭は清水英雄二等陸曹（機長）と大西里志一等陸士が操縦するヘリコプターから矢野たちの注意を引き付け、その隙にライフル射撃が得意な三村に3人を狙撃させる。哨戒艇に飛び降りた伊庭は瀕死の矢野を射殺。矢野らの棺桶として、哨戒艇を爆破した。
景虎と天下を取ることで歴史を変え、現代に戻ろうと企図した伊庭は、その目的のために京へ行くと部下に宣言し、隊員たちもこれに従う。しかし根本は知り合った少年とその家族のために、隊を離れた。景虎は越後から西へ進んで浅井・朝倉連合を、伊庭は南へ進んで信濃の川中島で武田信玄を、それぞれ討ち破って京で再び会おうと約束し、進発した。伊庭率いる自衛隊は川中島で武田軍と正面から激突する。伊庭隊は、近代兵器による圧倒的な攻撃力で当初は戦を優位に進めるが、「空を飛ぶ鉄の船（ヘリコプター）」や「地を這う鉄の馬（戦車と装甲車）」の情報を得ていた武田軍は、それに対処するための知恵と工夫による戦術を駆使して奮闘する。
結果的に現代兵器の力を過信した伊庭たちは数的に優勢な武田軍の捨て身の攻撃の前におびただしい犠牲を払うことになり、ヘリコプターは低空ホバリングの際に忍び込んできた武田勝頼によって清水・大西を殺害されて墜落、戦車は人海戦術で動きを封じられ、装甲車は落とし穴にはまって自走不能となるなど、兵器や弾薬の喪失とともに、伊庭たちは戦闘能力を失っていく。不利に傾きつつある戦況の中、一気に決着を付けるべく、伊庭は大将である信玄のみを狙うことを決意。馬を奪い、乗馬しながら弓と矢を得て、武田忍軍をかわし、信玄がいる本陣へ単騎斬り込む。信玄と一騎討ちとなり、形勢不利となりながらも拳銃で射殺。信玄の首級を挙げ、切りかかって来た勝頼も討ち取った。
この戦いで伊庭たちは辛くも勝利を収めたものの、車輌全てとヘリコプターを失い、隊員も多くが戦死するなど犠牲も大きく、近代兵器は小銃・拳銃のみしか残っていなかった。生き残った隊員たちは、戦国時代の過酷さを目の当たりにして心身ともに疲れ果て、昭和へ帰りたいと強く願うようになり、「補給地へ戻り、再びタイムスリップするのを待とう」と伊庭へ進言。しかし、伊庭にとっては、もはや戦国の世で天下を取ることこそが生きる目的となっており、これを認めようとしない。
先行して京へ入っていた景虎は京都御所に呼び出され、足利義昭・本願寺光佐・九条義隆らから、「正体不明の伊庭を天下人と認めるわけにはいかない。そのような者と手を組む景虎も朝敵とみなす」と弾劾される。伊庭たちが近代兵器を喪失し、わずかな兵力で荒れ寺へたどり着いたことを知った3人は「もはや伊庭恐れるに足りず」と、伊庭らの抹殺を細川藤孝に命令する。伊庭への友情と当世の掟の狭間で揺れる景虎だったが、その動きに待ったをかけ、自ら出陣を決意する。
景虎は苦衷の中にも決意を秘めた表情で、伊庭たちが駐留している荒れ寺へ向かう。心強い味方の到着に伊庭は笑顔を見せるが、彼から贈られたカービン銃を手にした景虎の雰囲気を察すると、天下取りを宣言して抜刀する。対峙する2人だったが、刀を構えてにじり寄った伊庭は、景虎に射殺されてしまう。生き残った隊員たちも、景虎の兵らが放つ矢の雨の中で次々と倒れていった。また三村は隊に付いてきた娘みわに拳銃を託し、自らを射殺させる。
伊庭ら戦国自衛隊員は、景虎によって丁重に弔われる。そして、火を放たれた荒れ寺は燃え盛る炎に包まれていくのだった。

## 出演

### キャスト
- 伊庭義明三等陸尉 - 千葉真一

- 長尾平三景虎 - 夏木勲
- 三村泰介一等陸士 - 中康次
- 県信彦一等陸士 - 江藤潤
- 森下和道一等陸士 - 速水亮
- 菊池弘次一等陸士 - にしきのあきら
- 野中学一等陸士 - 三浦洋一
- 根本茂吉二等陸士 - かまやつひろし
- 丸岡正男一等陸士 - 倉石功
- 平井正芳一等陸士 - 高橋研
- 矢野隼人陸士長 - 渡瀬恒彦
- 加納康治一等陸士 - 河原崎建三
- 須賀利重一等海士 - 角野卓造
- 西沢剛一等陸士 - 鈴木ヒロミツ
- 木村治久三等陸曹 - 竜雷太
- 島田吾一三等陸曹 - 三上真一郎
- 小野章一郎三等海尉 - 辻萬長
- 高島春美一等海士 - 伊藤敏孝
- 清水英雄二等陸曹 - 加納正[注釈 2]
- 大西里志一等陸士 - 清水昭博
- 堀健児二等陸士 - 古今亭志ん駒
- 関おさむ二等陸士 - 佐藤仁哉
- みわ - 小野みゆき
- 新井和子 - 岡田奈々
- ゆい - 絵沢萌子
- 栗林孫市 - 大前均
- 石庭竹秀 - 工藤堅太郎
- 館川勝増 - 片岡五郎
- 浅葉頼親 - 内田勝正
- 直江文吾 - 岸田森
- 細川藤孝 - 石橋雅史
- 黒田長春 - 中田博久
- 真田昌幸 - 角川春樹
- 足利義昭 - 鈴木瑞穂
- 本願寺光佐 - 成田三樹夫
- 九条義隆 - 仲谷昇
- 小泉越後守行長 - 小池朝雄
- 武田信玄 - 田中浩
- 武田勝頼 - 真田広之
- 祥吉（子供） - 飯塚浩司
- 祥吉とまいの母 - 谷口香
- まい（祥吉の妹） - 大塚麻衣子
- 百姓娘 - 奈三恭子
- 百姓娘 - 高見あさ
- 百姓娘 - 今生きよみ
- 哨戒艇の女 - 夏山美樹
- 哨戒艇の女 - 長沢真紀
- 哨戒艇の女 - 末宗俊子
- 哨戒艇の女 - 久保田薫
- 哨戒艇の女 - 花園友子
- 夜這いの男 - 佐藤蛾次郎
- 夜這いの男 - 達純一
- 夜這いの男 - 永井雅春
- 小泉家重臣 - トビー門口
- 小泉家重臣 - 杉江廣太郎
- 小泉家家臣 - 加賀麟太郎
- 小泉家家臣 - 中山剣吾
- 小泉家家臣 - 鈴木登四男
- 小泉家家臣 - 橘英二
- 光佐の使者 - 江幡高志
- 文吾の使者 - 八木隆
- 景虎の側近 - 大辻慎吾
- 景虎の側近 - 沢美鶴
- 景虎の側近 - 新海丈夫
- 景虎の側近 - きくち英一
- 景虎の側近 - 辰馬伸
- 老婆 - 本間文子
- 落武者 - 宇崎竜童
- 落武者 - 中庸助
- 落武者 - 晴海勇三
- 森下のコーチ - 勝野洋
- 子供のような武士 - 薬師丸ひろ子
- 正吉 - 草刈正雄

### 騎馬武者
※はジャパンアクションクラブ (JAC) 
- 高橋利道 ※
- 栗原敏 ※
- 井上清和 ※
- 竹下誠治 ※
- 横山稔 ※
- 沢田祥二 ※
- 崎津均 ※
- 稲田龍雄 ※
- 黒崎誠輝 ※
- 関根直秀 ※
- 藤川聡 ※
- 伊藤勝昭
- 長谷部亮
- 松田浩二
- 江藤豊悟
- 徳島進
- 坂本三男
- 斉藤四郎
- 一杉永介
- 五十嵐公二
- 沖山純生

## スタッフ
- 監督 - 斎藤光正
- アクション監督 - 千葉真一
- 製作 - 角川春樹
- 原作 - 半村良
- 脚本 - 鎌田敏夫
- 撮影 - 伊佐山巌
- 美術 - 植田寛、筒井増男
- 録音 - 橋本文雄
- 照明 - 遠藤克己
- 編集 - 井上親弥
- 音楽監督 - 角川春樹
- 音楽 - 羽田健太郎
- 音楽プロデューサー - 鈴木清司（鈴木音楽事務所）、高桑忠男（東映音楽出版）
- サウンドトラック
  - 主題歌 - 松村とおる「戦国自衛隊のテーマ」
  - 挿入歌 - 井上堯之「終りのない旅 (ENDLESS WAY)」
  - エンディングテーマ - ジョー山中「ララバイ・オブ・ユー (LULLABY OF YOU)」
- 監督補 - 戸田康貴
- 助監督 - 山下稔
- 特撮監督 - 鈴木清（創英舎）
- 記録 - 堀北昌子
- 音響効果 - 東洋音響、小島良雄
- スタジオ - 東宝スタジオ
- 録音スタジオ - にっかつスタジオセンター
- 美術 - 東宝美術
- 装飾 - 高津映画装飾
- 擬斗 - 菅原俊夫、斉藤一之
- 衣裳 - 柳生悦子
- 制作担当 - 大橋和男
- 俳優担当：碓井義徳
- スチール - 遠藤功成
- 現像 - 東洋現像所
- 宣伝 - 東映洋画宣伝室
- 制作協力 - 三船プロダクション

## 製作
原作は角川文庫にも収められている半村良の『戦国自衛隊』。角川春樹はUFOや『スター・ウォーズ』などのSFブームに合わせて、ハリウッドの大作に対抗するには、日本の風土と生活に根ざした独自のSFを作るしかないと考え、時代劇にSFを加味して、角川の意図で青春映画として製作した。発表会見で角川は「『アメリカン・グラフィティ』の日本版を目指す」と抱負を語っている。フジテレビと共同製作するはずが提携できず、角川は自宅を抵当に入れ、銀行から融資してもらい、製作費11億5000万円を捻出した。業界通信社向けの発表から本作はスタートしたが、東宝の各支社長会議で角川がどんなに言葉をつくして説明しても、「なんで時代劇と戦車が結びつくのか？」とタイムスリップの要素の面白さを分かってもらえず、「分からないのはあなたがただけで、あなたがたの子供なら分かるよ」と言い切り、子供たちが劇画を読んで原作を認識していたのとは裏腹に「知らなかったのは大人ばかりだった。原作を読んでも分からないだろうから、会議ではサンプルとして劇画を配った」と語っている。
主演とアクション監督を兼務した千葉真一は『戦略大作戦』を意識して演出した。千葉は時速100キロメートルで飛ぶヘリコプターにロープ1本でぶら下がったり、馬に乗ったまま地面にある矢と弓を左右に傾いて拾い上げるといったスタントを吹き替えなしで演じたのに加えて、ヘリコプターから宙吊りになるシーンは自前のハイスピードカメラを足にくくりつけて撮影し、騎手の目線を写すためにカメラを取り付けたヘルメットを被り乗馬するなど、アクション監督としても自ら撮影を行っており、これらの敢行はスタッフをとても心配させた。脇腹に隠れての乗馬は時代劇『柳生一族の陰謀』第27話「美女と野獣」で千葉が既に演じていたものを騎馬武者のジャパンアクションクラブ (JAC) のメンバーに演じさせている。馬は短距離の瞬発力に優れ、急発進・急停止なども器用にこなすクォーターホースをアメリカから輸入し、クランクイン1か月前から千葉とJACはクォーターホースと共に生活して訓練してきた。転倒する馬はケガを負わぬよう、クッションなど安全装置を設けて撮影。千葉は本作の騎馬シーンの一部を1989年の『将軍家光の乱心 激突』でも再現している。他にも夏木勲が春日山城天守閣からヘリコプターに吊り下げられた縄梯子で脱出するシーンや、真田広之が飛行中のヘリコプターから飛び降りる、乗馬から伊庭義明三尉（千葉真一）へ飛びかかって斬りつけるなどのアクションシーンが撮影された。
斎藤光正は「自分が監督するからには、青春映画でないと意味がない」と語り、脚本の鎌田敏夫もテレビドラマ『俺たちの旅』シリーズで青春ものを手掛けていたことから、アクション・SF・戦争・時代劇に運命を翻弄される自衛隊員の青春群像が盛り込まれた作品である。キャッチフレーズでも「SF青春時代劇」をうたい、松村とおる・井上尭之・ジョー山中・高橋研らによる青春をモチーフとした挿入歌が劇中に流されている。実戦をまったく経験したことのない近代軍隊が、殺戮を日常とする戦国時代の武士に倒されていく構図は、子供のような武士（薬師丸ひろ子）と木村三曹（竜雷太）が対峙するシーンなどで象徴的に描かれている。小野みゆき・岡田奈々らヒロインにはあえて台詞を割り当てない演出が施され、新井和子（岡田）が帰りを待つシーンでは戦国時代との対比として相馬野馬追が盛り込まれている。シナリオでは川中島の戦いを2つのシーンのみで記されていたが、そのカット数は400を超え、20日間以上の日数が費やされた。ロケーション撮影は春日山城には福井県の丸岡城、福島県の新田川流域、小宮牧草地、静岡県の御殿場と全国数か所にわたって行われた。自衛隊員役には、挿入歌を担当した高橋研やにしきのあきら・鈴木ヒロミツ・かまやつひろしら、音楽分野の人間も起用された。草刈正雄・勝野洋・宇崎竜童・薬師丸らはワンシーンのみのカメオ出演した。
主人公の伊庭義明三尉率いる陸上自衛隊の一個小隊が、戦国時代にタイムスリップという原作の奇想天外なモチーフを、千葉真一の演出による迫力ある戦闘と青春群像として描いている。脚本は原作を全て踏襲せず、登場人物のキャラクター・戦の数・車両は異なり、「燃料補給ができない」「限られた弾薬」「タイムスリップすることになった背景」を描いていない。武器や燃料の消耗を危惧する内容は存在したものの、原作をベースにしながら、角川春樹の「青春映画にしたい」という意図が加わった映画オリジナルのストーリーとなっている。
クランクイン前に千葉真一と夏木勲は自衛隊へ体験入隊し、江藤潤やかまやつひろしらは自衛隊の衣装を着て、銃（モデルガン）を持ち、自衛隊OBの指導のもと、東宝撮影所の野原で匍匐前進の訓練をした。一方で自衛隊は脚本に難色を示し、上記以外の協力・支援はしていない。そのため、角川春樹事務所は61式戦車のレプリカを製造することにし、8000万円を費やして2か月半の期間で造った。このレプリカについて江藤は「タイムスリップした海岸のシーンで完成したばかりの戦車がうまく起動しないので、撮影技師がレールを敷いてキャメラがレプリカを回り、戦車自らが旋回したように撮影した」ことや、借りてきたシコルスキー S-62に陸上自衛隊の塗装をするなど、本作の手作りが良かったと述べている。
3か月に及ぶ撮影について、江藤潤は「同世代の共演者が多いので部活みたいだったし、千葉真一さんは主役を多く演じた俳優さんなのに少年のようで、僕も精神が男の子だから楽しかった。夏八木勲さんも大人の少年で、千葉さんと夏八木さんの海辺のシーンはいい友情関係が出ていて、上半身をむき出しにして筋肉の見せ合いをしたり、その若々しい姿がうらやましくもあった。渡瀬恒彦さんもやんちゃだけど、役柄もあり、合宿生活をする共演者とは宿を他のところにしていた」と懐かしみ、県信彦役については「県だけ冷静沈着で、周りより色目が違うということで、なるべく興奮しないよう、台詞もゆっくりしゃべるように演じた」と振り返っている。

## 興行
日本では「歴史は俺たちに なにをさせようとしているのか？」をキャッチコピーにして宣伝され、東宝配給で、1980年の正月興行として1979年12月15日から公開された。配給収入は13億5000万円を記録。角川春樹事務所にとっては初の正月作品である。角川春樹は正月興行といえば東映時代劇という時代に育ち、正月に時代劇をやるのはプロデューサーとしての夢であった。同事務所の過去3作同様に「角川商法」と言われたメディアミックスが展開され、もともと映画『復活の日』を正月作品にあてがう予定だったが製作の遅れで間に合わず、本作が取って代わっている。公開中にレプリカ戦車は、宣伝の一環として映画館の前に据えられた。しかし大作と言うこともあり、収支はトントンだったという。
欧米向けの作品は95分に編集され、 1981年1月にアメリカと4月24日に西ドイツ、 1982年3月31日にフランスと4月16日にポルトガル、 1983年1983年7月22日にノルウェーと8月1日にスペインでそれぞれ公開された。日本以外のアジアでは1980年8月28日に香港とマカオで広東語吹替で公開された。ソ連でも映画祭などで頻繁に上映された。

## メディア
メディアは#VHS, #DVD, #Blu-ray Disc, #4K ULTRA HDにて、それぞれ販売されている。

### VHS
- 戦国自衛隊（1990年5月1日、東宝）

### DVD
- 戦国自衛隊（2000年8月25日、パイオニアLDC）- 139分、KABD-79
  - 特典 - 予告編
- 戦国自衛隊 DTSコレクターズ・エディション（'79角川春樹事務所〈初回限定生産・2枚組〉2005年6月3日、角川映画）- 138分 DABA-0175
  - 特典

1. 「激突! 伊庭三尉vs長尾景虎」（千葉真一&夏八木勲インタビュー）
2. 「自衛隊員のつぶやき」（かまやつひろし、鈴木ヒロミツ、江藤潤、倉石功）
3. 幻のローリングタイトルを製作（監修:鍋島嘉夫プロデューサー）
4. 新たに発見された海外版ローリング・タイトル&オープニング・タイトル
5. 初公開! 海外版予告編
6. 特報、予告編、TVスポット
7. ここでしか見られない新作「戦国自衛隊1549」メイキング映像

- 戦国自衛隊 [期間限定版]（2006年10月20日、角川ヘラルド映画）- 138分 DABA-90278
  - 特典 - 予告編、TVスポット
- 戦国自衛隊 [期間限定版]（2007年7月6日、角川映画）- 138分 DABA-90374
  - 特典 - 予告編、TVスポット
- 戦国自衛隊 デジタル・リマスター版（2011年1月28日、角川映画）- 138分 DABA-0768
  - 特典 - 予告編、TVスポット
- 戦国自衛隊 角川映画 THE BEST（2016年1月29日、KADOKAWA）- 138分 DABA-91105
  - 特典 - 予告編、TVスポット、エンドロール付本編

### Blu-ray Disc
「角川ブルーレイ・コレクション」の一作品として販売された。
- 戦国自衛隊（2012年9月28日、角川書店）- 138分 DAXA-4252
  - 特典 - 予告編、TVスポット
- 戦国自衛隊 角川映画 THE BEST（2019年2月8日、KADOKAWA）- 138分 DAXA-91505
  - 特典 - 予告編、TVスポット、エンドロール付本編

### 4K ULTRA HD
- 戦国自衛隊 4Kデジタル修復[HDR版] <4K Ultra HD Blu-ray+2Blu-ray+CD>（2022年10月28日、KADOKAWA） - DAXA-5873

## サウンドトラック
- 戦国自衛隊 オリジナル・サウンドトラック（2023年7月5日/CINEMA-KAN/規格番号CINK-107）

CD2枚組。挿入歌やイメージソング、これまで失われたとされていた本編の音楽と、未使用音源などを収録している。

## 登場兵器
本作は上述の通り、撮影にあたり自衛隊の協力を得られなかったため、登場する自衛隊の装備は全て民間の所有品、もしくはレプリカである。千葉真一演じる伊庭三尉他の登場人物が着ている迷彩服は陸上自衛隊のものではなく、アメリカ海兵隊の使用していた"リーフパターン"熱帯用戦闘服（ジャングルファティーグ）を用いている。同様に、他の隊員の着用しているOD色作業服もアメリカ軍のもので、前合わせが自衛隊のジッパー式に対してボタン式となっている。銃器類も全てプロップガンであり、本作の他にも自衛隊の登場する映画で長らく用いられた。
- 61式戦車 - 8,000万円かけて製作されたレプリカ車両。
- M3A1装甲車 - M16対空自走砲の払い下げ品を改造したもの。
- 2トン半トラック
- 73式小型トラック - 原型である三菱・J-24を陸上自衛隊仕様に仕立てたレプリカ。
- 1/4tトレーラ
- 19号型哨戒艇
- シコルスキー S-62 - 西日本空輸の所有機に陸上自衛隊の塗装を施したもの[18]。実際の陸上自衛隊はS-62を採用していないが、海上自衛隊、航空自衛隊では救難機として使われた。
- M72 LAW - 廃棄品として放出された射撃済の実物発射筒を改造したプロップガン。後方に障害物があるのに、ロケットの後方噴流を考慮せずに射撃するシーンがある。なお、実際には陸上自衛隊はM72を装備していない。
- 60mm迫撃砲M2
- 12.7mm重機関銃M2
- 62式7.62mm機関銃 - プロップガン製作大手の戸井田工業の製作したレプリカ。
- 64式7.62mm小銃 - 同じく戸井田工業により複数が製作された。
- M1騎銃 - CMC製モデルガンを電気着火式に改造したもの。この他、実銃のホーワカービンの銃床と組み合わせて狙撃銃仕様とされたものが登場する。
- 11.4mm短機関銃M3A1 - MGC製のモデルガンを電気発火式に改造したものが使用された。射撃シーンでは排莢口の蓋が閉じられた（安全装置がかけられた）ままの状態となっている。
- 11.4mm拳銃 - M3A1と同じく、MGC製のモデルガンを電着発火式に改造したものが使用された。
- MK2破片手りゅう弾
- 火縄銃

## 逸話

### 出演者
千葉真一は自身の芸能生活60周年記念祝賀会でエンディングテーマ「ララバイ・オブ・ユー」を披露し、晩年においてなおこの映画への思い入れを伺わせた。生涯の親友同士であった千葉と夏八木勲は、晩年の夏八木が闘病しながら役者として活動するさなかに、『戦国自衛隊3』をやろうと2人で怪気炎を上げていた。夏八木と死別した後も千葉は『戦国自衛隊』新版の構想を自身の死の直前まで語っていた。
速水亮・中康次・にしきのあきら・高橋研・清水昭博は、これをきっかけに一緒に食事をしたり、遊びに行く仲の親友となった。

### 兵器
61式戦車のレプリカは、本作の公開が終わると半村良へ進呈しようとしたが、断られた。その後、日本国内で使用できる数少ない自走可能な装甲戦闘車両の劇用車として、その後いくつかの映像作品で用いられた。『ぼくらの七日間戦争』や『ビートたけしのお笑いウルトラクイズ』でも使用され、『さとうきび畑の唄』では米軍戦車として、『99年の愛〜JAPANESE_AMERICANS〜』ではドイツ軍戦車として登場した。2020年にはYouTuberの水溜りボンドが自らのYouTubeチャンネルで配信した『本物の戦車でドライブスルー行ってみたwww』（2020年08月21日配信）という企画において使用しており、砲塔前面の防盾カバー等に経年の劣化が見られるものの、2020年現在でも自走や砲塔の回転が可能な状態を保っている模様である。
三菱シコルスキー S-62は本作の撮影を最後に退役し、岐阜県関市の中日本航空専門学校の敷地内に展示され、映画出演の記念として千葉真一・真田広之・薬師丸ひろ子の3人のサインが機体のどこかに書かれたという。

### オマージュ
新田真剣佑は『ブレイブ -群青戦記-」の公開前イベントの挨拶で「『戦国自衛隊』という似ている映画がありますが、僕の世代は見たことがないような作品だと思います」と父・千葉真一が携わった本作を挙げ、タイムトラベルをモチーフとする両作を比較しながら、自身の主演映画をアピールしている。

### 影響
長谷川和彦が監督、三池崇史が助監督で続編の企画が1980年代に存在したが、実現しなかった。
今井雅之は本作の大ファンで、続編となるシナリオを執筆し、2001年には同作のプロデューサーである角川春樹と映画化の話も進んだが、角川の問題で頓挫していた。